# Marienmünster Dießen

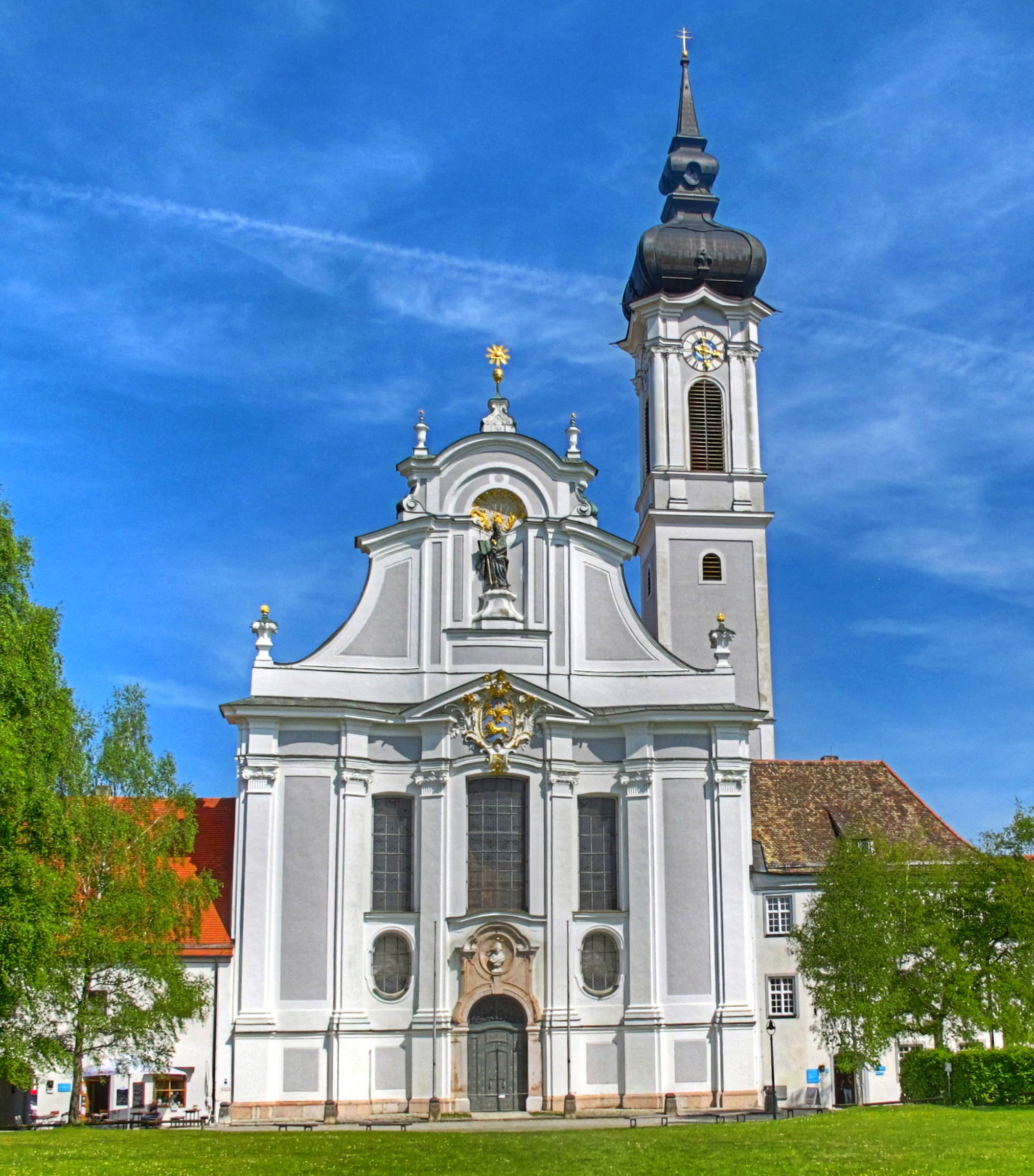
Marienmünster

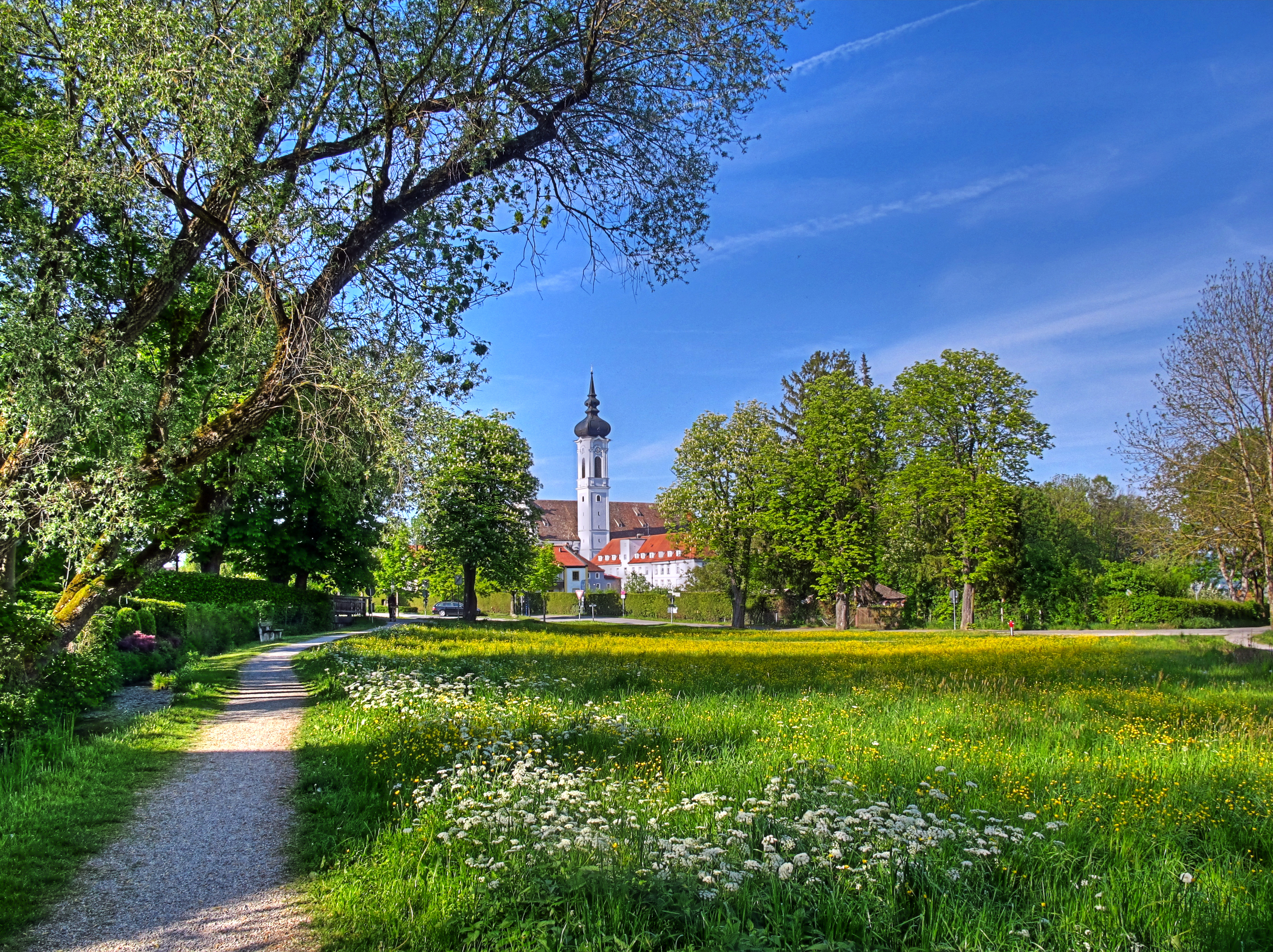
Blick vom König-Ludwig-Weg

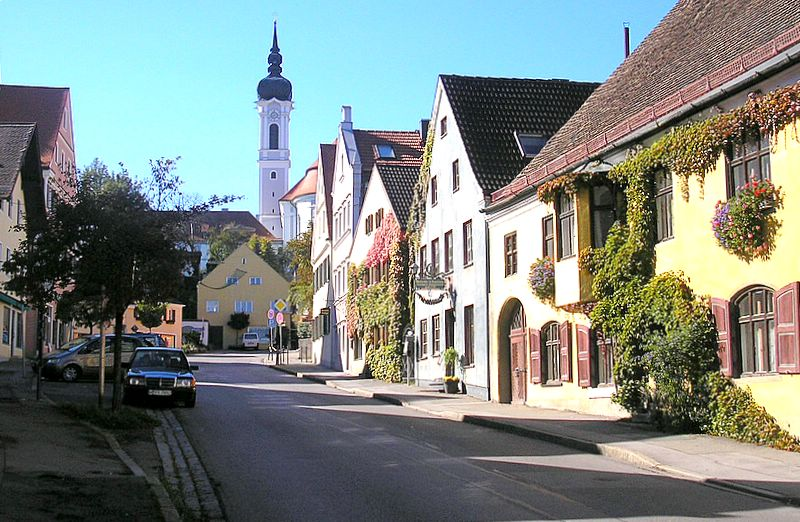
Der Glockenturm über den Dächern des Marktes

Das Marienmünster Mariä Himmelfahrt ist die ehemalige Stiftskirche des Augustiner-Chorherrenstiftes Dießen am Ammersee im Landkreis Landsberg am Lech in Oberbayern. Sie gilt als bedeutendes spätbarockes Gesamtkunstwerk. Seit der Säkularisation dient der Sakralbau als katholische Pfarrkirche des Marktes Dießen.

## Geschichte
Der Neubau der jetzigen Kirche begann 1720 unter Propst Ivo Bader. Als eigentlicher Schöpfer des prachtvollen Gotteshauses gilt jedoch sein Nachfolger, Propst Herkulan Karg (ab 1728). Karg (Porträt im Langhaus) unternahm 1731 und 1733 zwei Studienfahrten zur Vorbereitung des Kirchenbaues, nachdem er bereits 1729 Johann Michael Fischer als Gutachter hinzugezogen hatte, der die Kirche 1732 bis 1739 errichtete. An den Entwürfen war wahrscheinlich der Münchener Hofbaumeister François de Cuvilliés beteiligt. Auch an der Ausstattung beteiligten sich die besten zeitgenössischen Kräfte Münchens, Augsburgs und der Wessobrunner Schule. Durch die Zusammenarbeit von Malern wie Johann Georg Bergmüller und Johann Evangelist Holzer mit den Stuckateuren Franz Xaver Feichtmayr, Johann Michael Feichtmayr und Johann Georg Üblhör sowie den Bildhauern Johann Baptist Straub und Johann Joachim Dietrich (1690–1753) entstand eines der bedeutendsten Raumkunstwerke des bayerischen Barock.
Das elegante Oberteil des schlanken Glockenturmes wurde 1827 durch Blitzschlag zerstört und anschließend durch einen nüchternen Aufsatz ersetzt. 1985/86 erfolgte eine Rekonstruktion des Turmes durch den Architekten Richard Zehentmeier aus München.
Das Gotteshaus wurde erstmals 1883/84 und erneut 1955/58 restauriert. Die wegen der drohenden Einsturzgefahr notwendige umfassende Sanierung von 1979 bis 1985 konnte durch die Rekonstruktion des Turmes ergänzt werden. Im Inneren zogen sich die Arbeiten bis 1990 hin.
1989 erhob der Augsburger Bischof Josef Stimpfle die Pfarrkirche zum „Marienmünster“.
Das Marienmünster war bis November 2010 wegen Bauarbeiten geschlossen. Am 28. November wurde es mit einem feierlichen Gottesdienst wieder eröffnet.

## Architektur

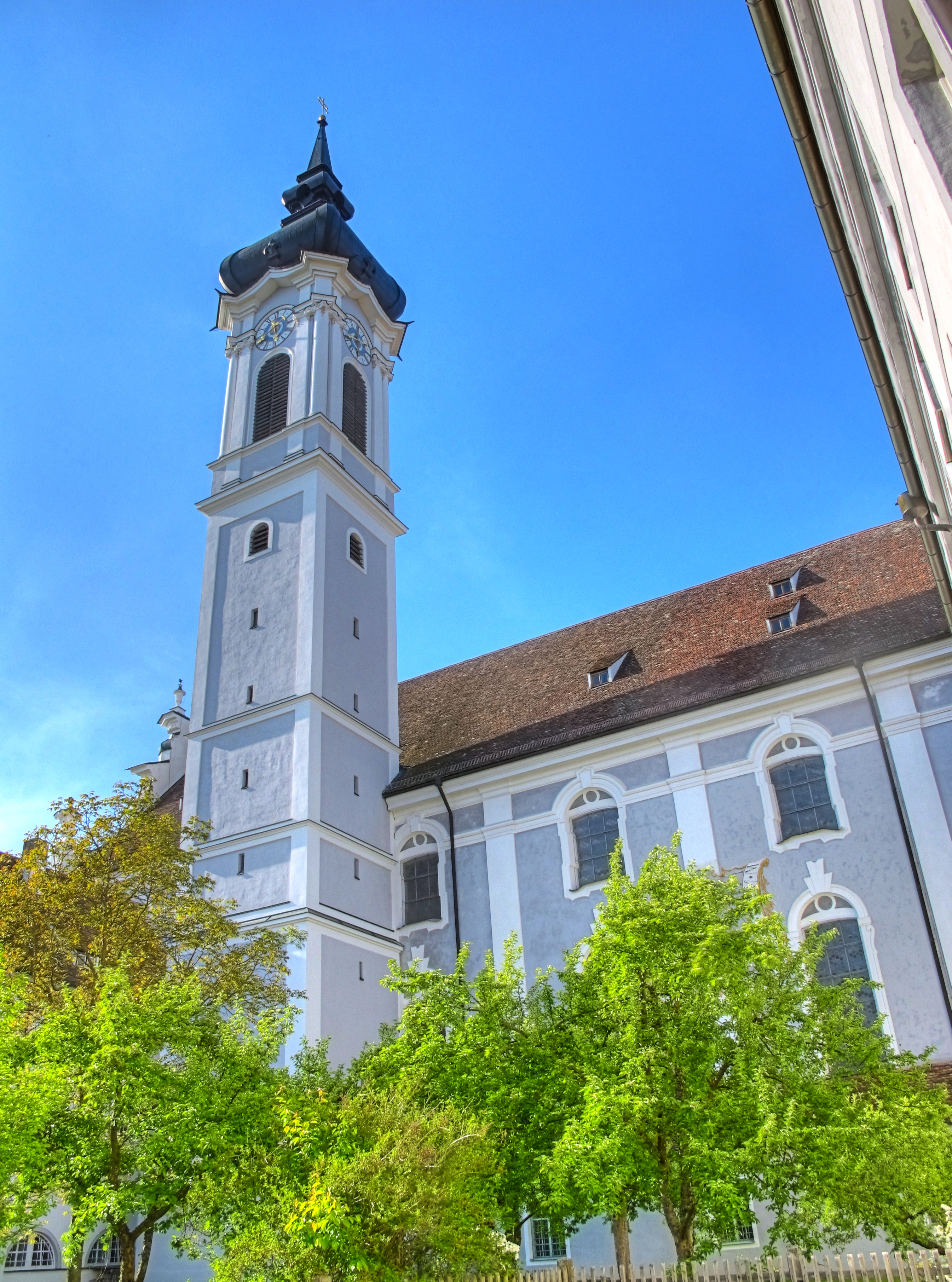
Glockenturm vom Klosterhof gesehen

### Außenbau
Die Außenansicht wird vom hohen Turm Johann Michael Fischers und der eleganten Westfassade bestimmt. Die Putzfelder sind grau abgesetzt, die Architekturglieder hell gestrichen. Die Fassade wird durch Pilaster gegliedert und von einer geschwungenen Giebelblende mit Vasenaufsätzen bekrönt. Wegen der stilistischen Merkmale wird hier der Einfluss Cuvilliés angenommen.

### Innenraum
Die ehemalige Stiftskirche ist ein lang gestreckter, einschiffiger Wandpfeilerbau von 70,30 Metern Gesamtlänge. Die Langhausbreite beträgt 21,70 m, die Langhaushöhe 21,40 m. Der Grundriss zeigt ein einfaches, Langhaus und Chor umfassendes Längsrechteck. Von West nach Ost folgen einander eine um zwei Nebenräume erweiterte Vorhalle, ein Gemeinderaum von vier Langhausjochen mit seitlichen Kapellen, ein quadratischer, in der Breite des Hauptschiffes eingezogener Chor sowie eine halbrund schließende Altarapsis.
Das Langhaus wird durch vorspringende Wandpfeiler in vier Abschnitte geteilt und von einem Tonnengewölbe überspannt. Vor die Pfeiler sind auf drei Seiten kannelierte Pilaster gestellt. Sie tragen das Hauptgebälk. Zwischen den Wandpfeilern erstrecken sich flache Kapellräume oder Abseiten, die jeweils einen Altar aufnehmen. Über dem Hauptgebälk ist eine niedrige Attika eingezogen, die über den Pilastern geschwungene Konsolen ausbildet, die ihrerseits die Gewölbe tragen. Das Hauptgebälk wird über die Pfeilerflanken und Kapellenwände fortgeführt. Quertonnen decken die Abseiten, die Längstonne des Gemeindesaals ist um ein Geringes abgeflacht. Eine Besonderheit Dießens sind die elastisch ausschwingenden Stirngurte der Kapellenwölbungen, die dem Raumbild eine feine Bewegtheit vermitteln. Den quadratischen Chorraum überwölbt eine von Halbsäulen getragene Pendentifkuppel. Der Chor wurde leicht erhöht angelegt und durch einen Triumphbogen vom Schiff getrennt. Säulen, Kuppel und Triumphbogen sind als den Raum nobilitierende Würdeformeln zu verstehen.
Der Blick des von Westen Eintretenden wird unwillkürlich zum Hochaltar gelenkt. Die Seitenaltäre an den Wandpfeilern und der kräftige Chorbogen mit seinem stuckierten Vorhang vermitteln den Eindruck einer barocken Theaterkulisse, die von zahlreichen Putten, Engeln und Heiligen belebt wird. Auf der Bühne dieses Theatrum sacrum steht der Hochaltar im Mittelpunkt.

## Ausstattung
Architektur und Ausstattung ergänzen sich zu einer der besten Leistungen des barocken Kirchenbaus im Bayern des 18. Jahrhunderts. Durch die relativ kurze Bauzeit ist alles aufeinander abgestimmt, nichts wirkt störend oder ist eine spätere Ergänzung.

### Deckenfresken

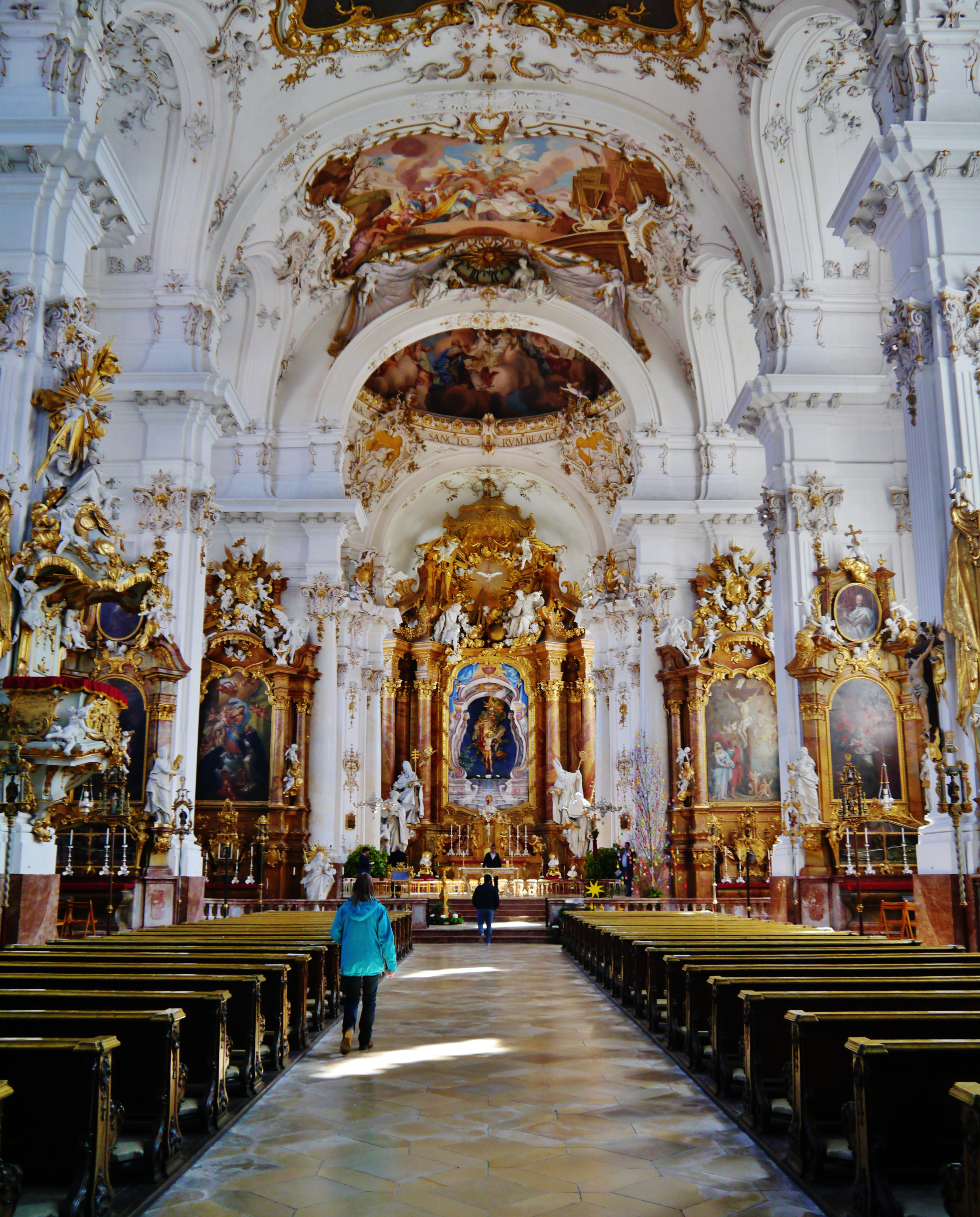
Innenraum

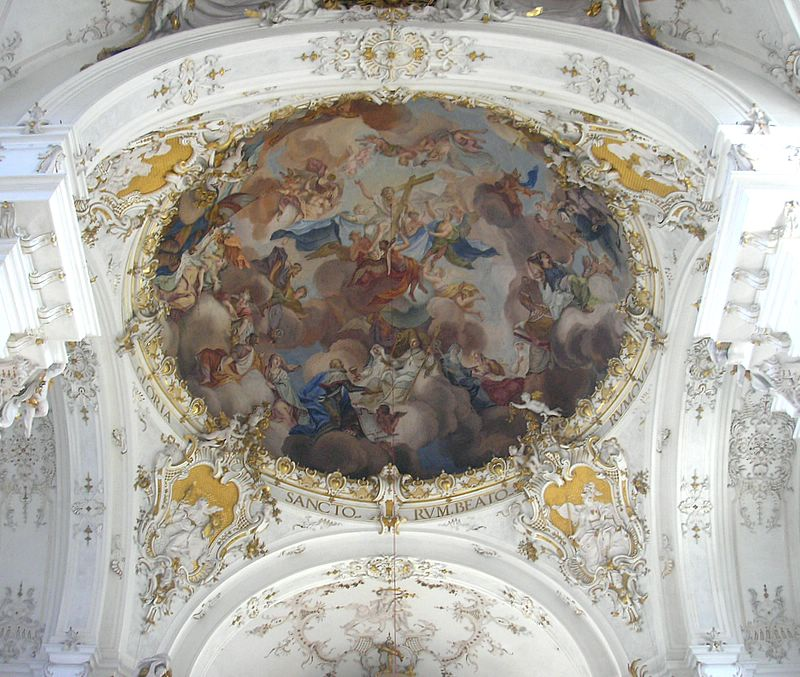
Chorfresko

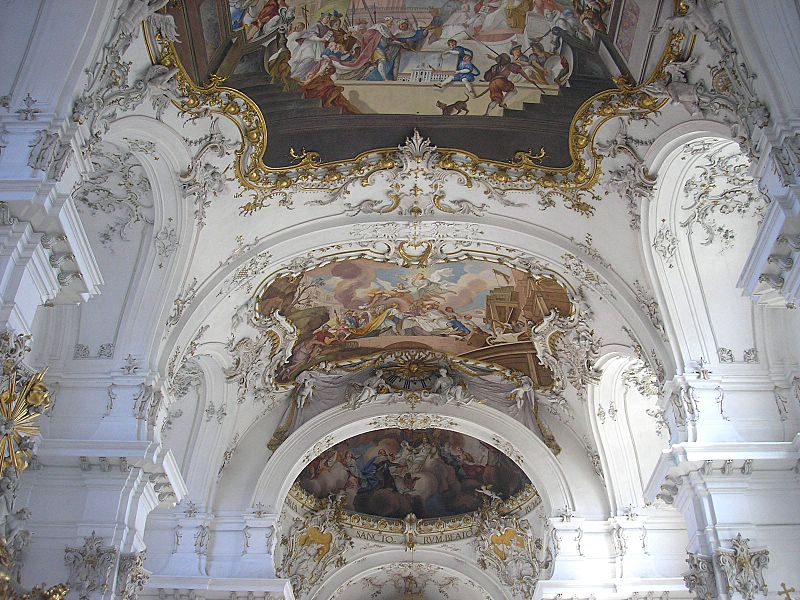
Blick ins Gewölbe

Die Deckenfresken Johann Georg Bergmüllers zeigen im Langhaus die Kirchenpatronin Maria, umgeben von Heiligen und darunter Szenen aus der Geschichte des Chorherrenstiftes. Hier findet sich auch ein mutmaßliches Selbstporträt des Malers. Bergmüller trägt einen weißen Arbeitskittel und eine blaue Malerkappe und beobachtet den Eintritt der hl. Mechthild in das Dießener Chorfrauenstift St. Stephan. Zum großen Langhausfresko sind zwei Entwürfe des Malers erhalten: eine Zeichnung im Louvre und eine ungewöhnlich aufwendig ausgearbeitete Ölskizze als Kontraktmodell in Augsburg.
Die Kuppel über dem Altarraum wurde 1736 von Bergmüller mit einer Gruppe von 28 Heiligen und Seligen des Hauses Andechs-Meranien ausgemalt, die sich um Christus scharen. Auf diesem Dießener Himmel sind abgebildet:
1. Rasso, der Stifter von Grafrath
2. Mechthildis, Äbtissin von Edelstetten
3. Rathardus, Stifter der Dießener Georgskirche
4. Euphemia, Mechthildis Schwester und Äbtissin von Altomünster
5. Kunissa, Stifterin von St. Stephan in Dießen
6. Gertrud, Äbtissin von Altenberg
7. Elisabeth von Thüringen
8. Ludwig von Thüringen, ihr Gemahl
9. Adelindis, Stifterin von Buchau am Federsee
10. Hedwig von Schlesien
11. Elisabeth von Portugal
12. Karl der Große
13. Hildegard, Stifterin von St. Lorenz in Kempten
14. Graf Gerold
15. Einsiedler Luitpold aus Breitbrunn
16. Justina, seine Mutter
17. Lauritta von Wolfratshausen, Mitstifterin von Dießen
18. Kaiser Heinrich
19. Kaiserin Kunigunde
20. Stephan von Ungarn
21. Gisela von Bayern, seine Frau
22. Adelheid, Gemahlin von Otto I.
23. Konrad von Urach
24. Konrad von Konstanz
25. Einsiedler Romedius aus Nonsberg im Trentino
26. Wiltrudis, Stifterin von Kloster Hohenwart
27. Adela, Stifterin von Stift Göß in Leoben
28. Bischof Ulrich von Lausanne

Der reiche Wand- und Deckenstuck der Brüder Feichtmayr und Franz Xaver Üblhers (Üblhör) zeigt pflanzliche, ornamentale und figürliche Motive und enthält auch einige thematische Aussagen.

### Hochaltar

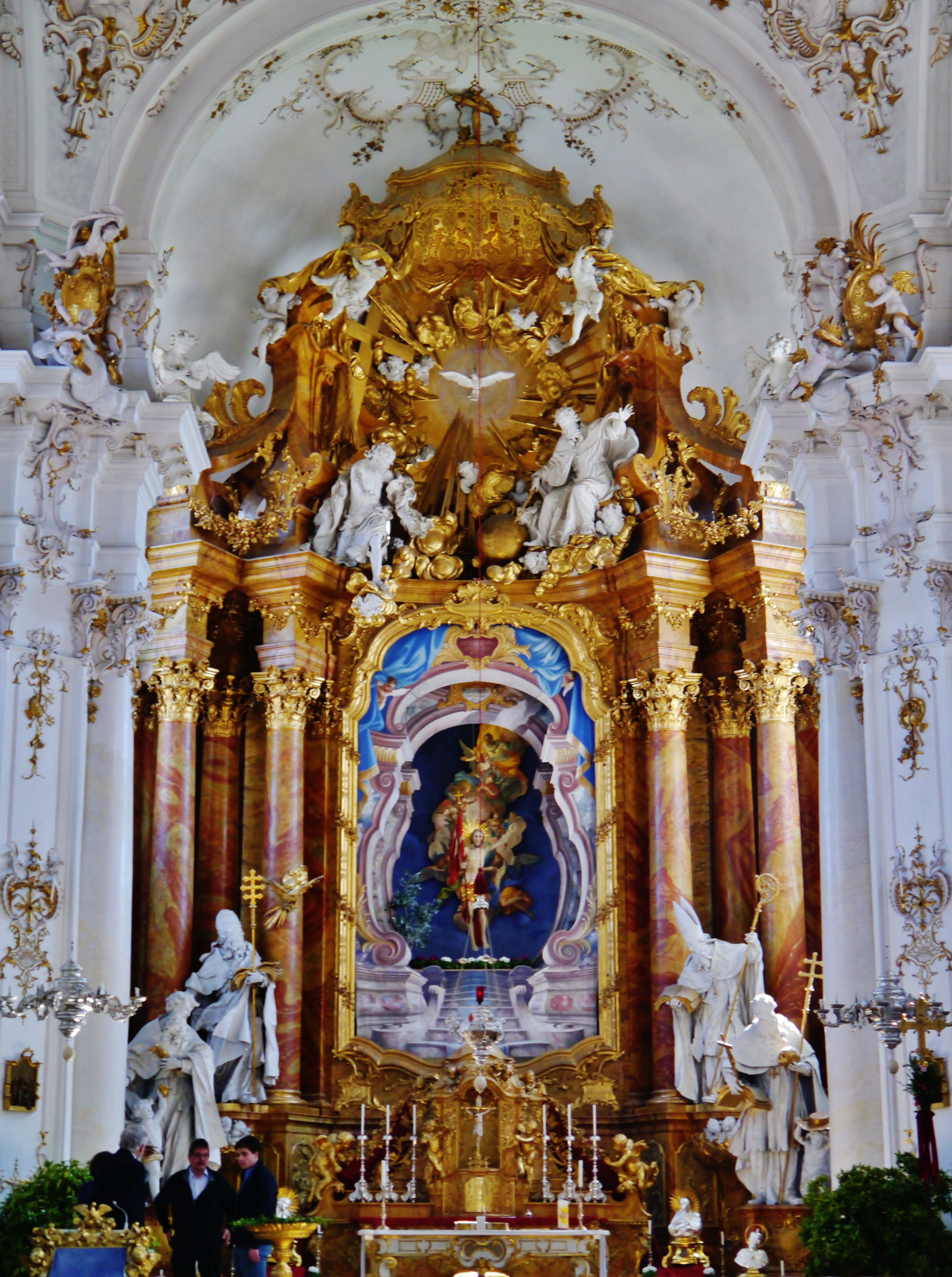
Hochaltar

Der Hochaltar des Münchener Hofbildhauers Joachim Dietrich († 4. Juni 1753) füllt die gesamte Apsis. Am Entwurf soll auch François de Cuvilliés mitgewirkt haben. Flankierende Rund- und Halbsäulen tragen das verkröpfte Gebälk, über dem sich der von Voluten gestützte und von einem Baldachin überwölbte Altarauszug erhebt. Das Altarblatt zeigt die Aufnahme Marias in den Himmel und stammt von Balthasar Augustin Albrecht. Es kann in einen Schacht versenkt werden. Damit wird die Raumnische einer Mysterienbühne sichtbar, die im Laufe des Kirchenjahres unterschiedliche Szenen der Heilsgeschichte präsentieren kann. Eine davon, das Heilige Grab (um 1736), stammt von Johann Georg Bergmüller, dem Maler der Deckenfresken.
Vor dem viersäuligen Aufbau des Hochaltars stehen die mehr als doppelt lebensgroßen Statuen der Kirchenväter Augustinus, Gregor d. Gr., Ambrosius und Hieronymus (Holz, weiß gefasst). Hieronymus wird begleitet von einem Putto mit Kardinalshut.

### Seitenaltäre
Die Seitenaltäre stammen von verschiedenen international bedeutenden Künstlern, die jeweils ein Altarpaar schufen. Die beiden westlichsten Altäre entstanden zwischen 1737 und 1740 (Ägid Verhelst). Das nächste Paar entwarf Johann Baptist Straub, das folgende wieder Verhelst, das östliche stammt von Ehrgott Bernhard Bendl.
Vom international geschulten Kunstsinn des Propstes Karg zeugen die beiden Altarblätter Giovanni Battista Tiepolos (Martyrium des hl. Sebastian, 1739, zweiter rechter Seitenaltar) und Giovanni Battista Pittonis (Steinigung des hl. Stephanus, zweiter linker Seitenaltar). Das Altarblatt des Michaelsaltars mit der Darstellung des Kampfes der Engel stammt von Johann Evangelist Holzer.

### Weitere Ausstattung

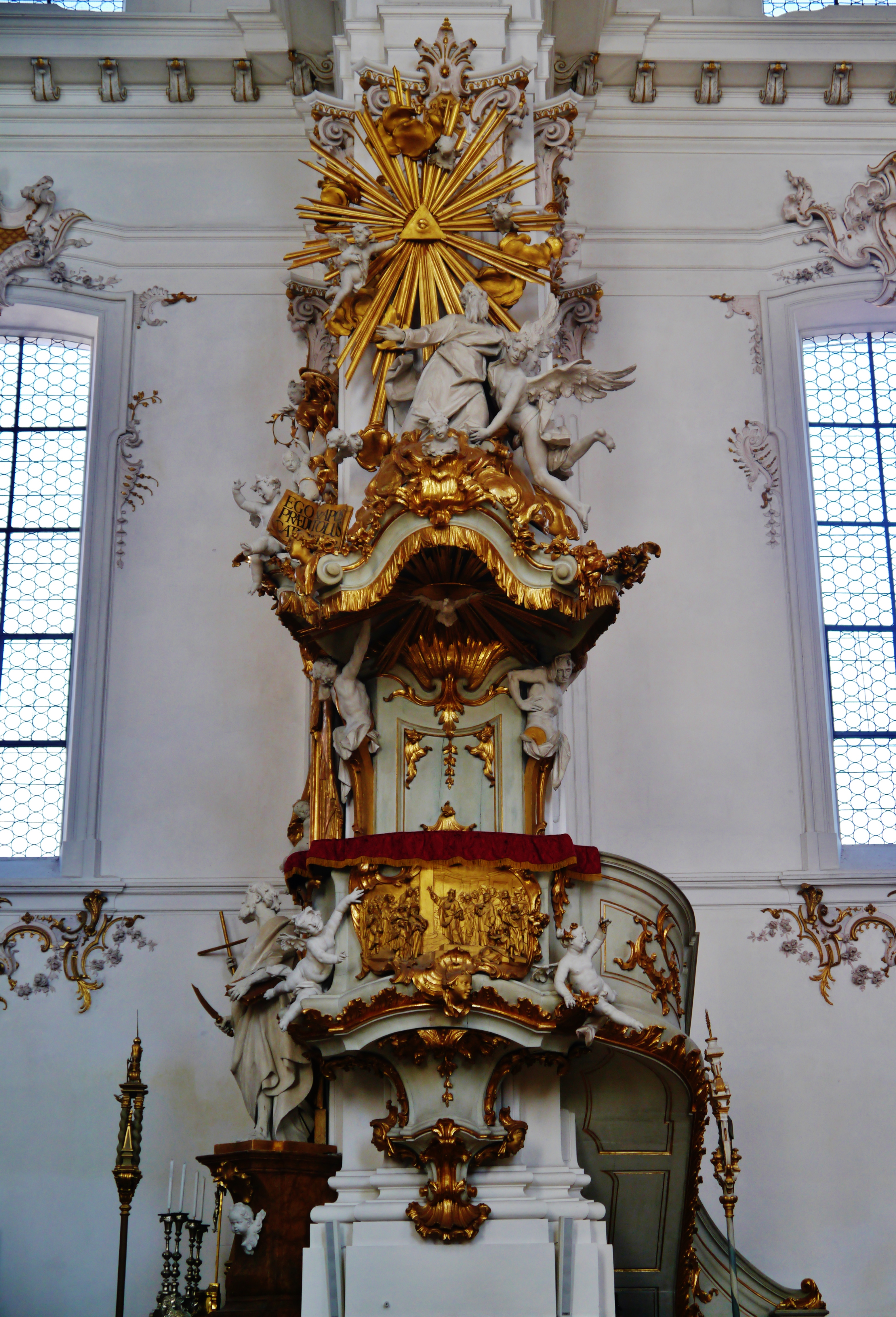
Kanzel

Die Kanzel Johann Baptist Straubs ist am Pfeiler des Stephanus-Altares des gleichen Meisters angebracht. Am Kanzelkorb befinden sich zwei vergoldete Reliefs, die die Bekehrung und die Predigt des Apostels Paulus zum Thema haben. Die Skulptur auf dem Schalldeckel stellt die Verzückung des Heiligen Paulus dar. Kanzelkorb und Schalldeckel werden von Engeln und Putten bevölkert und betonen die Mitte der linken Seite des Gemeinderaumes.
An den Wangen des Gestühls stehen einige barocke Prozessionsstangen mit kleinen vollplastischen Darstellungen in reichen Rahmungen.
Aus der Vorgängerkirche übernommen wurden die beiden großen Grabsteine des Ritters Stephan von Schmiechen zu Wackerstein (1495), des Hofmeisters des Herzogs von Bayern und das posthume Grabmal des Stifters Graf Berthold I. von Dießen (gest. 1151), seines Sohnes und Enkels (1518). Graf Berthold steht im Renaissanceharnisch vor dem Betrachter. Daneben befindet sich unter der Kanzel das spätgotische (um 1470) Hochgrab seiner Tochter, der hl. Mechthild (figürliche Deckplatte).
Im Chorraum steht die abgelaugte Holzfigur des hl. Petrus, ein bedeutendes Werk Erasmus Grassers.
In der Taufkapelle an der Seite der Vorhalle befindet sich eines der volkstümlichsten Kunstwerke des Münsters. Der schwebende Engel mit seinem vergoldeten Flügelpaar über dem Taufstein wird Johann Baptist Straub zugeschrieben.
Die beiden Ölgemälde in der Sakristei, sie zeigen den Seligen Rathardus und Mechthild, stammen von Johann Evangelist Holzer.

Innenausstattung des Marienmünsters
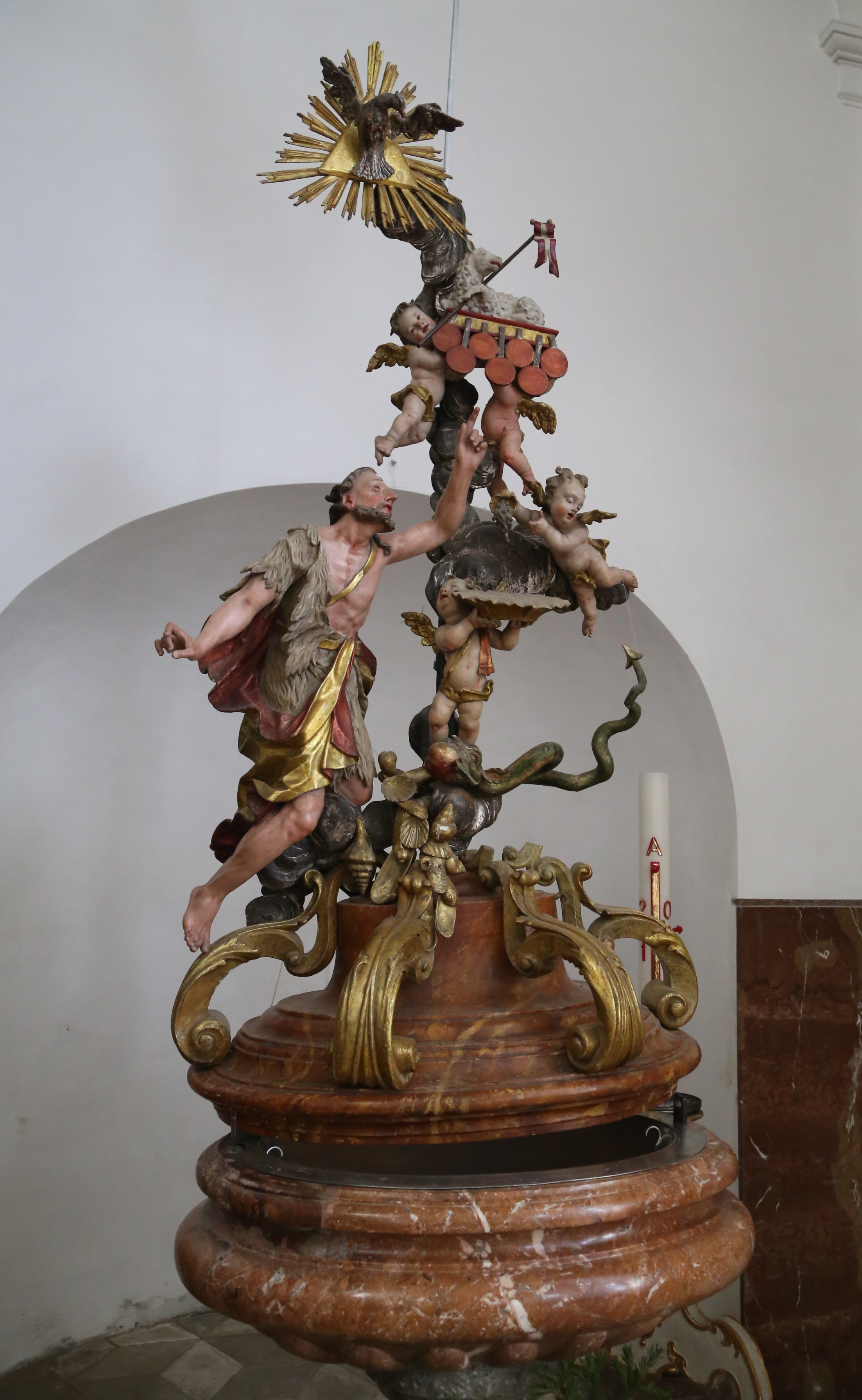
Taufstein
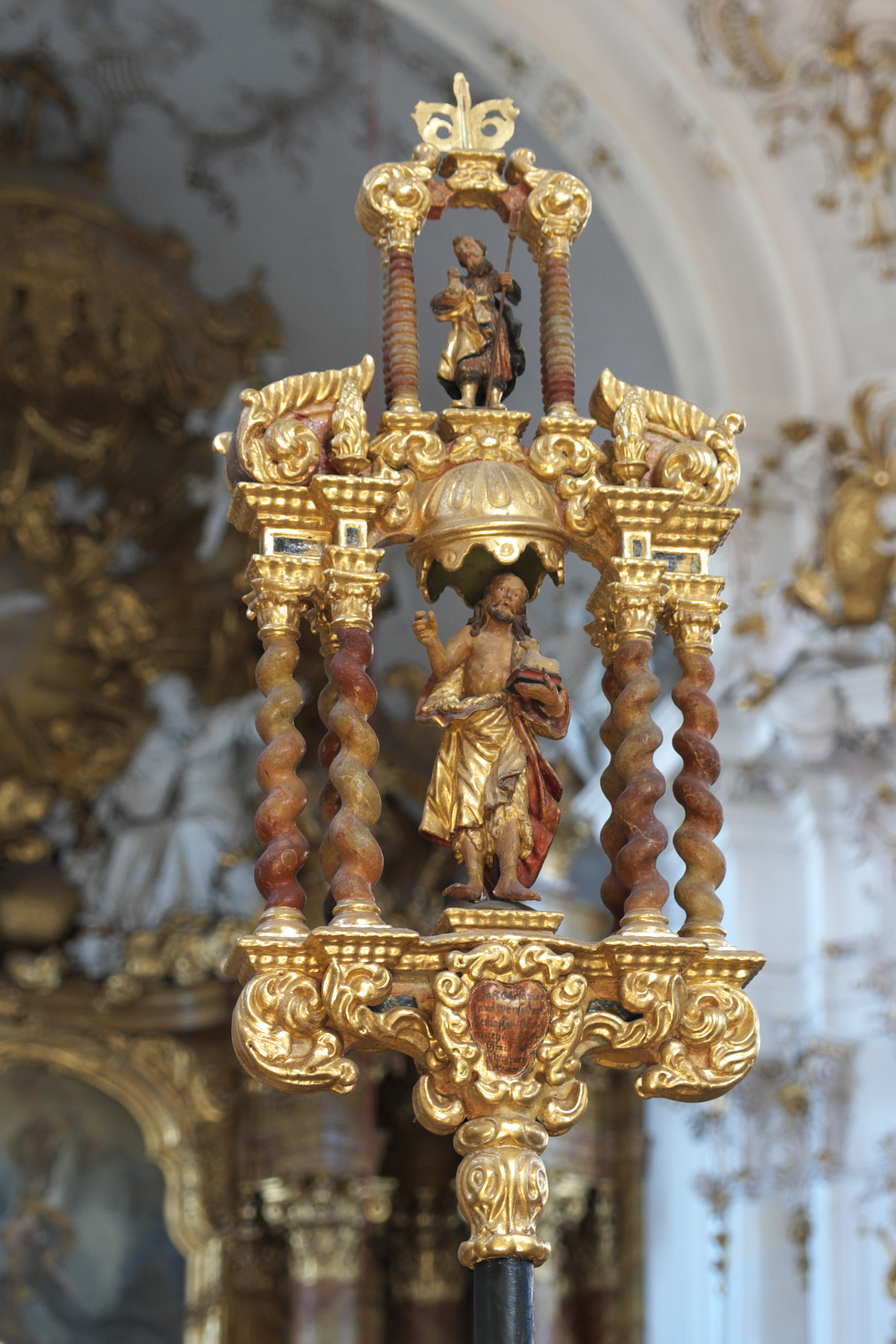
Prozessionsstange Johannes der Täufer
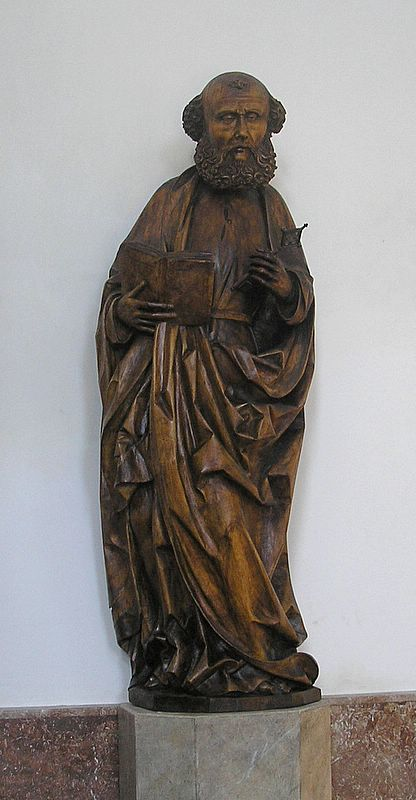
Der hl. Petrus im Chor (Erasmus Grasser)
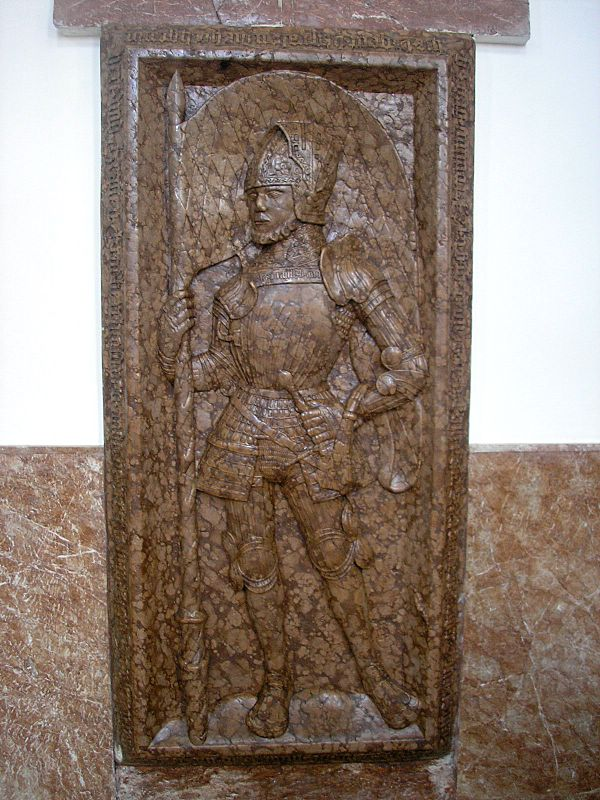
Das Grabmal des Stifters Berthold I.
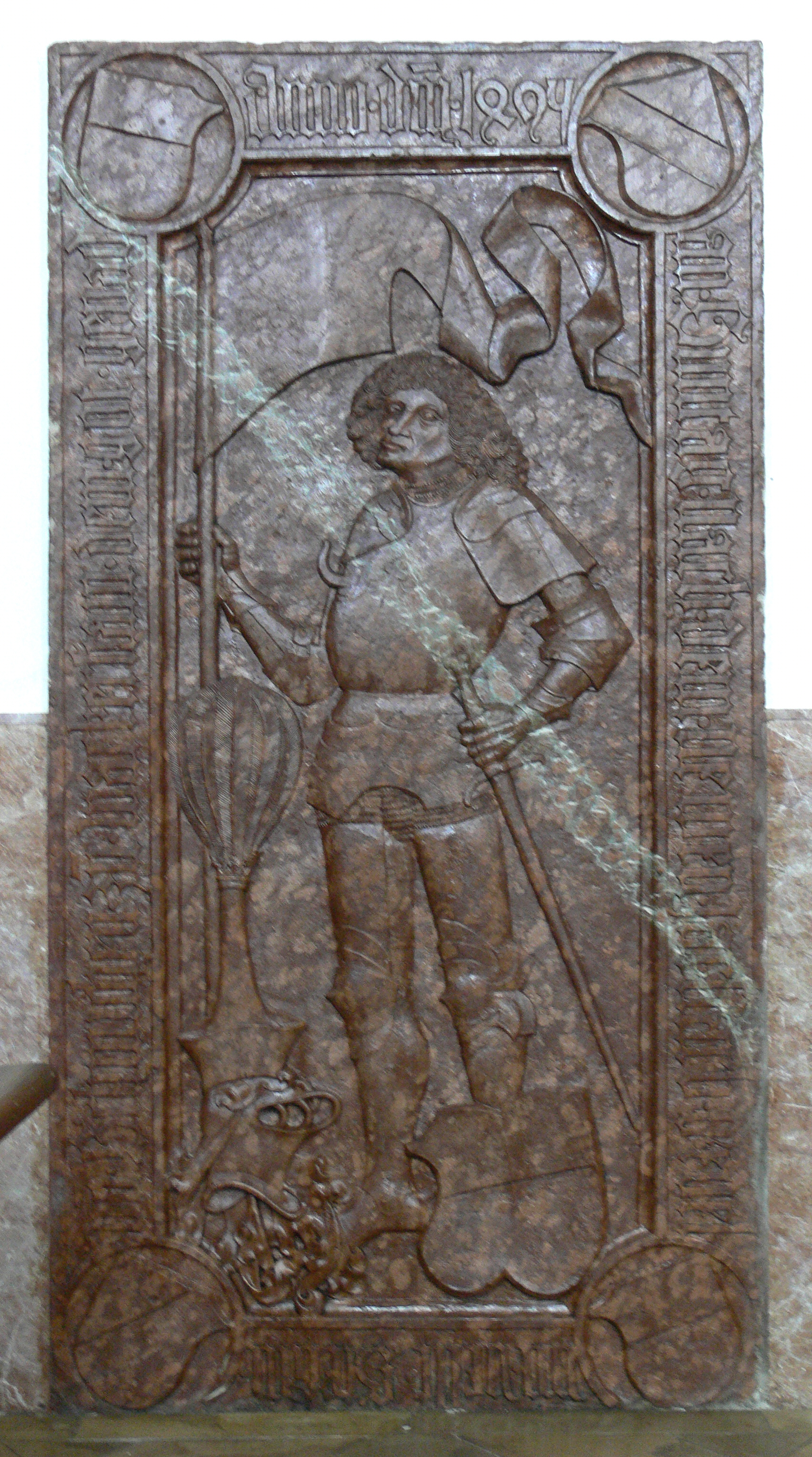
Grabmal Stephan von Schmiechen

## König-Orgel

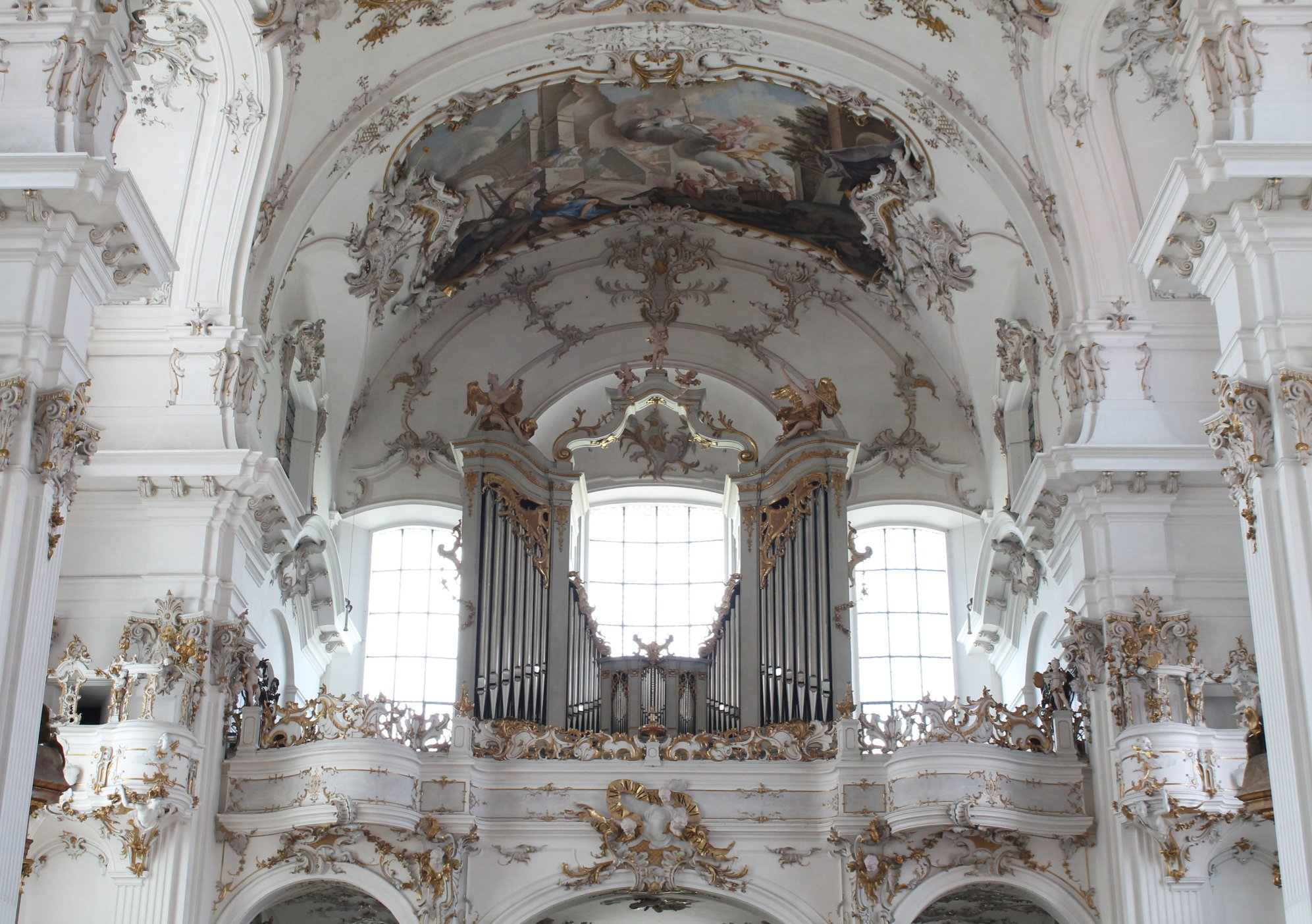
Die Orgel

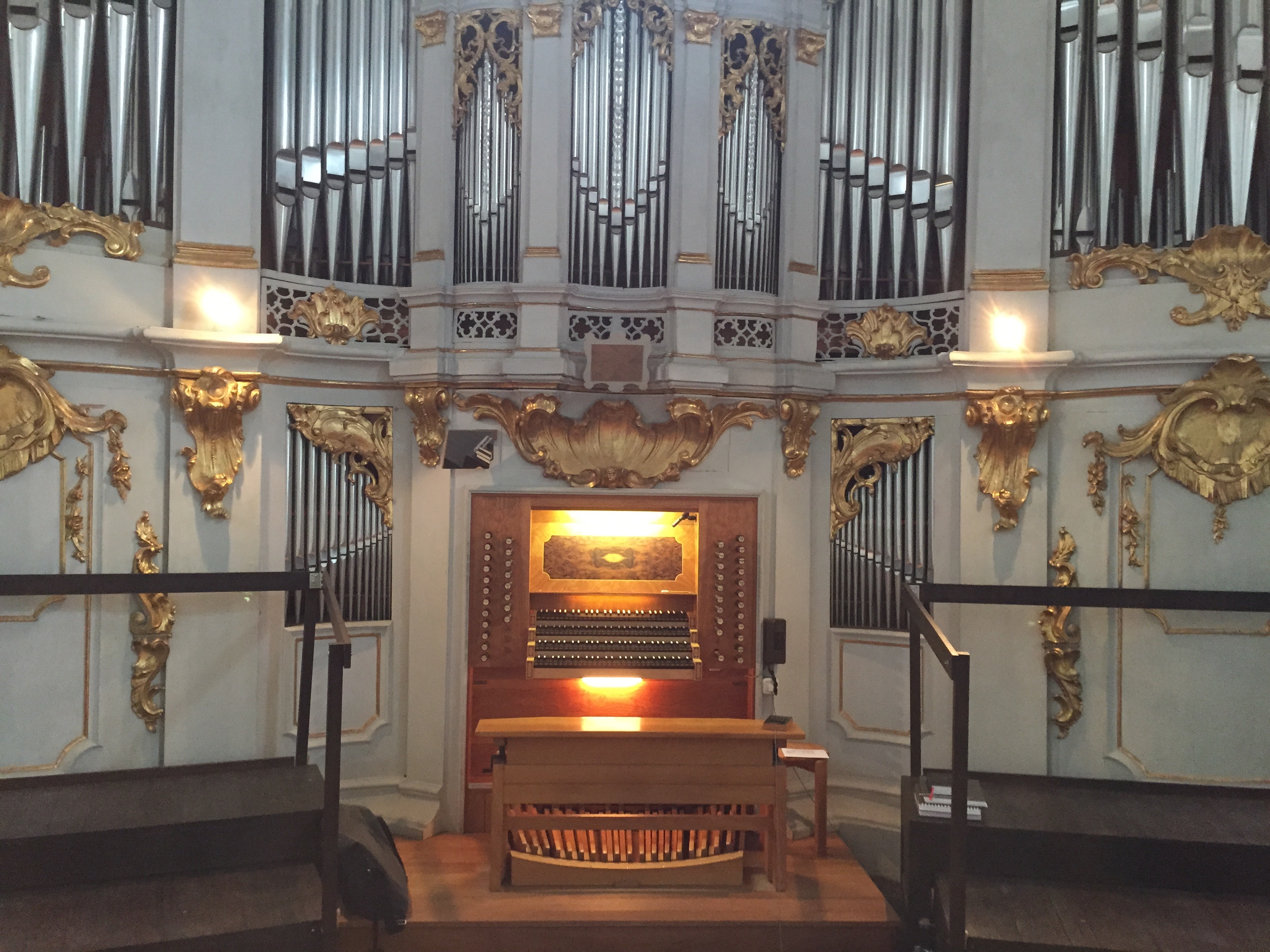
Der Spieltisch

Die Orgel wurde 1739 von Caspar König aus Ingolstadt erbaut und 1878 von Max Maerz unter Beibehaltung des Prospekts umgebaut. 1959 wurde das Instrument durch Orgelbau Nenninger umfassend restauriert, wobei auch die Spiel- und Registertrakturen neu gebaut und der Tonumfang erweitert wurde. Im Zuge einer Restaurierung durch Gerhard Schmid in den Jahren 1984–1987 erhielt die Orgel ein zusätzliches Schwellwerk, einen neuen viermanualigen Spieltisch und weitere Register. Das erste Manual wurde als freies Koppelmanual ausgestaltet. Somit hat das Instrument heute 39 Register auf vier Manualen und Pedal. Die Koppeln sind als Tritte vorhanden: II/P, III/P, IV/P; II/I, III/I, IV/I; die Orgel ist komplett mechanisch (Register und Traktur), andere Spielhilfen gibt es nicht.
| II Hauptwerk C–g3 |                   |     |
| 01.               | Großkoppel        | 16′ |
| 02.               | Prinzipal         | 08′ |
| 03.               | Portun            | 08′ |
| 04.               | Coppel            | 08′ |
| 05.               | Gambe             | 08′ |
| 06.               | Quintatön         | 08′ |
| 07.               | Oktav             | 04′ |
| 08.               | Spitzflöte        | 04′ |
| 09.               | Quint             | 03′ |
| 10.               | Superoktav        | 02′ |
| 11.               | Mixtur major IV 0 |     |
| 12.               | Mixtur minor III  |     |

| III Unterwerk C–g3 |             |       |
| 13.                | Coppel      | 8′    |
| 14.                | Prinzipal   | 4′    |
| 15.                | Fletl       | 4′    |
| 16.                | Oktav       | 2′    |
| 17.                | Quint       | 1 ⁄3′ |
| 18.                | Cymbel II   |       |
| 19.                | Krummhorn 0 | 8′    |

| IV Schwellwerk C–g3 |                        |        |
| 20.                 | Rohrflöte              | 8′     |
| 21.                 | Salicional             | 8′     |
| 22.                 | Schwebung              | 8′     |
| 23.                 | Oktav                  | 4′     |
| 24.                 | Traversflöte           | 4′     |
| 25.                 | Nasat                  | 2 ⁄3′  |
| 26.                 | Blockflöte             | 2′     |
| 27.                 | Terz                   | 1 3⁄5′ |
| 28.                 | Oktav                  | 1′     |
| 29.                 | Plein jeu IV           | 2′     |
| 30.                 | Trompette harmonique 0 | 8′     |
| 31.                 | Hautbois               | 8′     |

| Pedal C–f1 |             |         |
| 32.        | Prinzipal   | 16′     |
| 33.        | Subbaß      | 16′     |
| 34.        | Quintbaß    | 10 2⁄3′ |
| 35.        | Oktavbaß    | 08′     |
| 36.        | Choralbaß 0 | 04′     |
| 37.        | Mixtur IV   | 02 ⁄3′  |
| 38.        | Posaune     | 16′     |
| 39.        | Trompete    | 08′     |

## Glocken
Seit 1987 besteht das Geläut aus acht Glocken. Die Glocken 3, 5 und 7 von Czudnochowsky bestehen aus der Kupfer-Zink-Legierung Euphon.

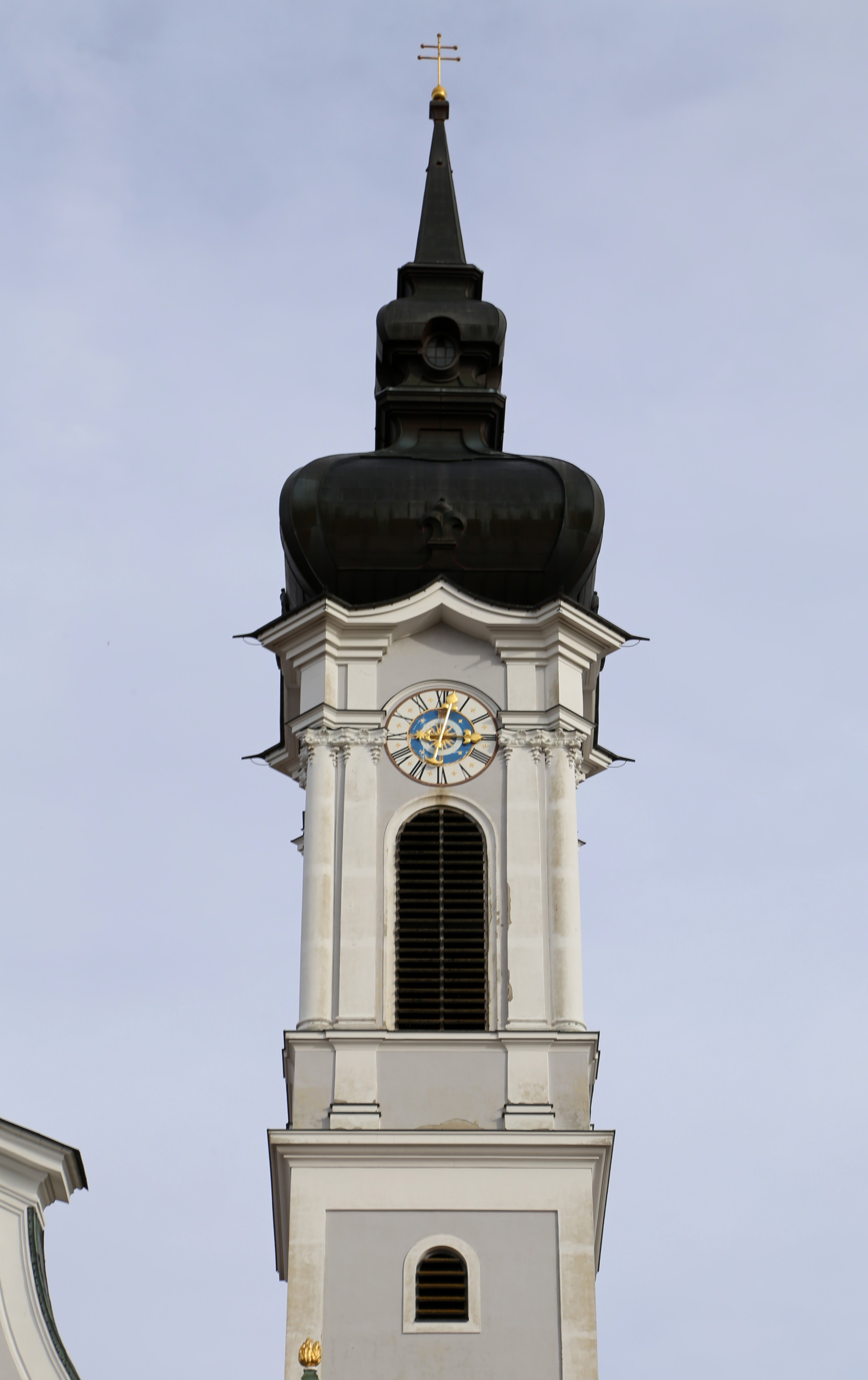
Glockengeschoss und Haube des Turms

| Glocke | Gussjahr | Gießer                        | Gussort | Durchmesser | Masse   | Schlagton (HT-1/16) |
| ------ | -------- | ----------------------------- | ------- | ----------- | ------- | ------------------- |
| 1      | 1987     | Glockengießerei Rudolf Perner | Passau  | 2100 mm     | 5130 kg | g0 −4               |
| 2      | 1987     | Perner                        | Passau  | 1810 mm     | 3540 kg | b0 −1               |
| 3      | 1950     | Gießerei Karl Czudnochowsky   | Erding  | 1560 mm     | 1950 kg | c1 −5               |
| 4      | 1987     | Perner                        | Passau  | 1445 mm     | 1880 kg | d1 −3               |
| 5      | 1950     | Czudnochowsky                 | Erding  | 1295 mm     | 1064 kg | es1 ±0              |
| 6      | 1987     | Perner                        | Passau  | 1200 mm     | 0995 kg | f1 −4               |
| 7      | 1950     | Czudnochowsky                 | Erding  | 1115 mm     | 0512 kg | g1 −2               |
| 8      |          |                               |         | 0920 mm     | 0494 kg | b1 −1               |